# Desmatodon serrulatus
Desmatodon serrulatus là một loài rêu trong họ Pottiaceae. Loài này được (Hook. & Grev.) Mitt. mô tả khoa học đầu tiên năm 1859.